# Pipe Aston
Pipe Aston är en by och civil parish i Herefordshire i England. Byn ligger 6 km sydväst om Ludlow. 5 km sydväst om byn ligger Wigmore.
Namnet på byn har sitt ursprung i de lerrör som tillverkades här från ca 1630 och 200 år framåt.